# 北西インディアン戦争
北西インディアン戦争（ほくせいインディアンせんそう、英:Northwest Indian War、1785年 - 1795年）は、アメリカ合衆国による北西部領土支配に抵抗して、この地を領土とするインディアンの大同盟が戦いを挑んだ、「インディアン戦争」のひとつ。

## 概要
1794年に、オハイオのインディアンたちは「フォールン・ティンバーズの戦い」で合衆国に敗れ、彼らの領土は1795年の「グリーンヴィル条約」で合衆国に奪われた。今日のオハイオ州の大部分を含む領土は合衆国の支配地となった。

### ビーバー戦争
ミシシッピ川の東と五大湖の南の地域では、アメリカ合衆国が関わる前も1世紀以上にもわたって戦いが続けられていた。フランスの探検家サミュエル・ド・シャンプランは1608年に、セントローレンス川沿いに住むワイアンドット族（ヒューロン族とも、Huron）インディアンの側に付いて、ニューヨーク植民地北部に住むイロコイ族と対抗した。その結果、イロコイ族はフランスを激しく憎むようになり、1626年頃ハドソン川を遡って来たオランダ人交易業者と組むことになった。オランダ人はイロコイ族の毛皮と銃火器や斧、ナイフと交換し、イロコイ族はその武器を用いて1650年代に始まるビーバー戦争で、ヒューロン族と北西部領土（オハイオ郡）西部のインディアン部族をほぼ追い出すことに成功した。
イロコイ連邦の合議制社会システムは合衆国の建国にも様々な影響を与えたが、「安保条約」もそのひとつである。イロコイ族は同盟を組んだ相手の敵に戦力を貸し、共に闘う文化を持っていた。
この戦争は、ヨーロッパから持ち込まれた疫病で弱らされ、新しい武器で武装した激しい敵に向かい合うことになったインディアン部族にとって、相当に残酷な様相を呈し、常に血生臭いアメリカ合衆国の歴史の中でも、とくに血腥いものとなった。強大になったイロコイ族はアメリカ北東部の勢力地図を塗り替え、ワイアンドット族（ヒューロン族）やニュートラル族、エリー族、サスケハンノック族など幾つかの大きな部族間同盟を破壊し、他の東部の部族をミシシッピ川を越えて西に追いやった。インディアンの避難民はイロコイ族の戦士から逃れて西に移動し、イロコイ族は北東部に帰ったので、ケンタッキーやオハイオ領土は事実上空白地帯となった。その後1655年頃、イロコイ族はオランダのニューネーデルラント領地を占領したイギリスと交易を行うようになった。1700年頃からインディアン部族は北西部領土にばらばらに戻っていったが、収束発散を繰り返していた。

### フランスとイギリスの占領
17世紀と18世紀を通じて、イギリスとフランス双方がイロコイ連邦と共にオハイオ領土の領有を主張した。1700年代中頃、両国とも商人や毛皮交易者をこの地域に送り込み土地のインディアンと交易させたが、暴力沙汰も頻発した。これはフレンチ・インディアン戦争の結果、1763年のパリ条約でフランスがこの地域を放棄した形で決着した。
イギリスは、五大湖地方やイリノイ郡東部、オハイオ領土を含め多くのインディアン部族に直面することになった。これらの部族は自分達の土地に入ってくるイギリスの入植者を快く思ってはいなかった。このことがポンティアック戦争 (1763-66)につながり、幾つかの砦を焼き、入植者を殺し、北西部領土から追い出すことになった。イギリスはピット砦を増強するために軍隊を送り、ブッシーランの小規模の戦いでインディアンを打ち破った。この戦争の結果はほとんど何も解決されないままに終わった。
イギリスは1763年宣言で北西部領土への白人の入植を公式に禁じた。このことでイギリス人の一部はショーニー族やその他の部族との友好的な関係を望んだ。1774年6月22日、イギリスの議会はケベック法を通過させ、この地域をケベック植民地に付属させるものとした。この法は白人からはアメリカ独立戦争に導く耐え難き諸法の一つに数えられた。

### アメリカ独立戦争
アメリカ独立戦争の間、イロコイ連邦の中の4つの部族がイギリス側に付いて、サラトガ方面作戦ではオリスカニーの戦いでイギリス軍を助け、ペンシルベニアではワイオミング・バレーの虐殺、ニューヨークではチェリー・バレーの虐殺など、この地域を荒らし回った。イギリスがアメリカ南部に攻撃の目標を置いた
1779年、ジョージ・ワシントン将軍はイロコイ族の動きに対処する機会だと捉えた。
ジョージ・ワシントンはジョン・サリバンに約5,000名の兵士を付けて、ニューヨーク植民地北部のイロコイ族集落を襲わせた。この際、ワシントンは「インディアンの村をただ制圧するだけでなく、皆殺しにするように。」と指令した。
1779年の秋、サリバンはニュータウンの戦いでイロコイ族を打ち破り、焦土作戦を行って40以上の集落とその作物を破壊した。サリバンの遠征隊とは別に、ダニエル・ブロードヘッド大佐の指揮する部隊がペンシルベニア西部のイロコイ族集落を襲い、10個以上の集落を破壊した。イロコイ族の大部分はカナダに逃げ込んだが、その後の冬は寒さと飢えに苦しむことになった。この後イロコイ族の力は合衆国の中では制限され、北西部領土に対する領有主張は消えた。
イロコイ族はワシントンの軍隊によって徹底的に虐殺された。ワシントンの軍隊はイロコイ族の尻の皮を剥いでブーツトップやレギンスを作った。イロコイ連邦のセネカ族の集落はワシントンによる焦土作戦によって、30あった集落のうち28を徹底破壊された。インディアンたちはワシントンを「街の破壊者」とよんで恐怖した。
これより前の1778年、ジョージ・ロジャース・クラーク将軍が178名の兵士と共にオハイオ川にあるイギリス軍の砦を占領し、オハイオ川を支配下に置き、オハイオ川から北の土地の領有権を宣言した。
1782年8月、ケンタッキーで行われたブルーリックスの戦いはアメリカ独立戦争の最後の戦いとなった。今日のケンタッキー州ロバートソン郡にあるリッキング川沿いの丘で約50名のイギリス軍レンジャーズと300名のインディアン戦士がケンタッキー民兵182名を待ち伏せし崩壊させた。
1783年のパリ条約は、アメリカ合衆国の独立と北西部領土の領有を、紙の上で認めた。この領土は合衆国のマサチューセッツ州、コネチカット州、ニューヨーク州およびバージニア州がそれぞれ領有を主張する複雑な様相を呈した。イギリス軍は1781年のヨークタウンの戦いで決定的な敗北を喫していたが、北西部領土のアメリカ・インディアンは負けたわけではなかった。しかし、インディアン達はパリ条約の調印に参加することでもなく、ミシキナクワ（リトルタートル）やウェヤピアセンワー（ブルージャケット）といったインディアンの有力者達はこの地域のアメリカ合衆国による支配を拒んだ。オハイオ川の砦を失った後も、イギリス軍は五大湖地方の砦を維持し、同盟インディアンと武器と毛皮の交易を続けることでインディアンを支援していた。このイギリス軍の駐留は米英戦争の終結時まで続くことになった。
合衆国の大陸会議は通貨の安定と独立戦争で負った負債の償還のために西部の土地を売却した金で補おうと考えた。1785年の公有地条例はインディアンの土地（所有権を持っていようといまいとに拘わらず）を得ようとする土地投機家、測量士、および入植者に動機を与えた。大陸会議は1785年に幾つかのインディアン部族と交渉してマッキントッシュ砦の条約を結び、オハイオ領土東部の土地を手に入れた。しかし、コネチカットの入植白人が既に西部保有地に流れ込んでおり、幾つかの部族に取って置かれた保有地の一部まで広がっていた。
1787年に連合会議で採択された北西部条例によって、合衆国の法律でインディアンの領土が保証されたが、オハイオ川の北に入植者の流入が続くことになった。これらの入植者とインディアンとの紛争が起こり激しさを増した。両者の不満を抑えようとした1789年のハーマー砦の条約は失敗し、問題をこじらせてしまった。
「すべてを共有する」というインディアンの文化では、土地は誰のものでもなく、みんなのものだった。白人がやってきて勝手に農地を開いても、インディアンは大目に見ていた。しかしその数が増え、彼らに対して白人がここから出てどこかよその土地に行けと言いだすと、インディアンたちは当然怒った。インディアンにとって土地は誰かが占有するものでも、他者を排除するものでもなかった。

### 同盟の結成
インディアン部族の協同を促す西部同盟はフランスの植民地時代に遡るが、アメリカ独立戦争の間に再度同盟が成立していた。1785年の秋、デトロイト砦で新たな同盟が約され、個別の部族によらず結束して合衆国に対抗することを宣言した。この決め事はさらに1786年にワイアンドット族の村で更新され、オハイオ川をインディアンとアメリカの入植者との境界とするよう主張した。ワイアンドット族は同盟部族の名目上の「父親」であり、ショーニー族やマイアミ族が強力な戦士団となった。
同盟に参加した部族
- ワイアンドット族（ヒューロン族とも、Huron）
- イロコイ連邦
- ショーニー 族
- 3つの火連邦
  - オジブワ 族
  - オタワ族
  - ポタワトミ族
- デラウェア 族
- マイアミ族
- キカプー 族
- カスカスキア 族
- ワバシュ連邦 (ウィー族、ピアンカショー族など)
- チカマウガ-チェロキー族

多くの場合、全部族あるいは民族が戦争に関わったわけではない。インディアンの社会は中央集権システムではなく、それぞれの支族が独立した合議制社会を形作っていた。戦いへの関与は合議によって、村単位、場合によっては個人単位で決められた。
白人からは「チカマウガ」と呼ばれたチェロキー族集団の2つの集団から出た約200名の戦士が独立戦争の時代から同盟の時期を通じて、ショーニー族と共生し戦った。また、ある場合にはチェロキー族の戦士チユグンシニ（ドラァギング・カヌー）がその兄弟のバジャーとともに1つの戦士団を特定の攻撃に向かわせることがあった。北西部インディアンと伝統的に仲が悪かった南部の部族、チョクトー族やチカソー族は合衆国側の斥候を務めた。

## 戦争の経過
この地域のイギリス人の中には独立戦争の敗戦の痛みを忘れず、インディアンに武器弾薬を売って白人入植者を襲わせる者がいた。1780年代中頃は、インディアン戦士の部隊が小さな襲撃を繰り返し、流血と不信感を募らせることになった。1786年の秋、ベンジャミン・ローガン将軍が連邦軍の兵士とケンタッキーの騎馬民兵を率いてマッド川沿いのショーニー族集落を襲った。その集落は戦士達がケンタッキーの砦を襲うために留守であり、主に非戦闘員が守っていた。ローガンは集落と食料に火を着け多くの住民を殺すか捕虜にした。その中にはインディアンの酋長もいたが、兵士の一人に殺された。ローガンの襲撃と酋長の殺害はショーニー族を怒らせ、白人への攻撃を激化させることによって報復した。
オハイオ川の両岸におけるインディアンの襲撃はさらに危険なものになっていった。1780年代の中盤から後半にかけて、ケンタッキーのオハイオ川南岸の白人入植者やオハイオ川の北を旅する人の被害はおよそ1,500名にもなり、その間に白人の方からインディアンに報復することもあった。1790年、アメリカ合衆国大統領となったジョージ・ワシントンと陸軍長官のヘンリー・ノックスは、ジョサイア・ハーマー准将に命じてショーニー族とマイアミ族の居住地に西部方面軍を向かわせた。1790年10月、ハーマー指揮下の1,453名の部隊が今日のインディアナ州フォートウェインの近くに集結した。ハーマーはジョン・ハーデイン大佐に400名だけの部隊を預けてインディアンの部隊に向かわせたが、インディアン戦士は1,100名も集まっており、ハーディン隊を手ひどく打ち破り、少なくとも129名の兵士を戦死させた。

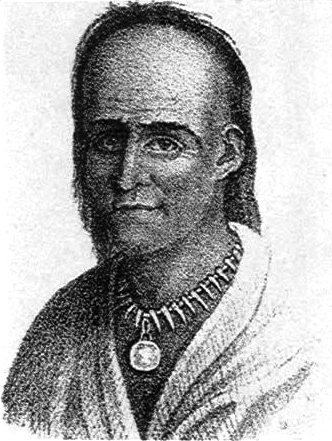
ミシキナクワ（英名リトルタートル）

ワシントンは続けて1791年の夏に、北西部領土の知事をしていたアーサー・セントクレア少将にさらに積極的な作戦を採らせた。セントクレアは兵士や物資の確保に難渋した後やっと準備ができた。1791年11月4日の夜明け、セントクレアの未熟な部隊は、200名の非戦闘従軍者と共に今日のオハイオ州フォートリカバリーの近くで宿営していたが、宿営地の守りが疎かだった。リトルタートル、ブルージャケットおよびテカムセらが参加したおよそ2,000名のインディアン戦士が急襲して米軍を驚かせ、瞬く間にその準備が足りない警戒線の内側に入って来た。未熟な新兵達は慌てふためき、何らかの命令を発して崩壊を止めようとした多くの士官共々殺された。米軍の損害は920名の将兵のうち632名に達し、264名の負傷者も出た。200名の非戦闘従軍者のほとんど全員も殺された。合衆国のインディアン戦争では最も手ひどい敗戦となった。1792年には、ワシントンが送った和平の使者ジョン・ハーディン大佐とアレクサンダー・トルーマン少佐が殺される事件が発生した。
セントクレアの大敗後、ワシントンはマッド（狂人）と渾名のついたアンソニー・ウェイン少将に新しく訓練の施された部隊を作るよう命じた。ウェインは1793年遅くに新しい合衆国軍の指揮に就いた。徹底訓練の後に、ウェインの部隊はインディアンの保留地に進軍し、セントクレアが敗れた場所にリカバリー砦を築いた。1794年6月、リトルタートルたちは再び、米軍の砦を攻めたが今回は成功しなかった。ウェインの訓練が積まれた部隊は更に奥深く侵攻しワバシュ連邦の領地に入った。リトルタートルに代わってブルージャケットたちが攻めたが、1794年8月のフォールン・ティンバーズの戦いで敗れた。
ブルージャケットたちは敗走してイギリス軍のマイアミ砦で体制を立て直そうと図ったが、イギリス軍は砦に入ることを拒んだ。当時イギリスとアメリカはフランス革命の後でジャコバン派の支配するフランスに対抗するため密接な親交関係を築こうとしていた。
1795年に結ばれた2つの条約によって、インディアンは合衆国から領土を略奪されることになった。「グリーンヴィル条約」により、インディアン部族はオハイオの大部分とインディアナの一部を合衆国に奪われ、また、イギリスではなく合衆国が北西部領土を支配することを認めさせ、白人の捕虜がすべて帰還できるまで10人の酋長を人質として差し出すこととした。一方アメリカとイギリスの間で既に調印されていたジェイ条約では西部の砦からイギリス軍が撤退することを決めた。
白人は酋長を「指導者」と誤解しているから、彼らを人質にとって脅しをかけたのである。

## 主な関連人物

### アメリカ合衆国
- ジョージ・ワシントン アメリカ合衆国大統領
- ヘンリー・ノックス 陸軍長官
- ジョシア・ハーマー 将軍
- アーサー・セントクレア 北西部領土知事、少将
- アンソニー・ウェイン 少将
- ティモシー・ピカリング 外交官、陸軍長官、国務長官
- ジョン・ハーディン 大佐、現在のオハイオ州シェルビー郡ハーディンで休戦使者に立った時殺された。
- アレクサンダー・トルーマン 少佐、現在のオハイオ州オタワで休戦使者に立った時殺された。

### インディアン同盟
- ミシキナクワ（リトルタートル）、 (マイアミ族)
- ウェヤピアセンワー（ブルージャケット）、 (ショーニー族)
- バッコンガヘラス (デラウェア族)
- ステイエゲッタ（ラウンドヘッド） (ワイアンドット族)
- エグシャワ (オタワ族)

この5名は白人からは「軍事指導者」に見えているが、インディアンにそのようなものはいない。彼らは同盟の中で傑出した戦士だったということである。

## 遺産
この戦争には広く認められた名前が無い。他には「オールド北西部インディアン戦争」、「オハイオ戦争」、「オハイオ・インディアン戦争」、「オハイオ川境界の戦争」がある。アメリカ陸軍の記録には「マイアミ方面作戦」となっている。ある歴史家は最近「マイアミ連邦戦争」を提案したが、他の学者はマイアミ（あるいはかって使われたリトルタートル）という名前を付けることに反対し、これでは戦争におけるブルージャケットの重要性とオハイオ郡インディアンを見過ごすとしている。多くの書籍は戦争を何と呼ぶかと言う問題を避け、名前をつけないか無視するかしている。同様に戦闘や遠征にも「標準的な」名前が無く、唯一の例外はフォールン・ティンバーズの戦いである。
インディアンは合議制民主主義社会であり、すべての決定は合議のもとに行われる。インディアンの戦士は個人個人の自由意思で戦うものであり、「軍事指導者」というような者はインディアン社会には存在しない。また酋長（チーフ）は「調停者」、「ピースメーカー」であって、これも「首長」や「部族長」、「軍事指導者」ではない。白人にはこのインディアン社会のシステムが理解できず、有力な戦士や酋長を「戦争司令官」と誤解し、「リトルタートルの戦争」などといった名称を「インディアン戦争」の数々に名付けた。しかしインディアンにとってはこれはマイアミ族や同盟部族の戦争であって、リトルタートルの戦いではない。
この戦争は独立戦争後の合衆国にとって初めての大きな軍事行動となり、ジョージ・ワシントン大統領の治世でも大きな危機となったが、あまり知られてはおらず、合衆国の歴史関連図書でも見過ごされている。同様に後の西部入植時代のインディアン戦争はアメリカの大衆文化で有名になったが、北西インディアン戦争で米軍が被った損失は、19世紀にセミノール族やスー族、アパッチ族に対する民族浄化での戦争被害を合わせたよりも多かった。ワバシュの戦いでセントクレア軍が被った損失はアメリカ・インディアンが合衆国軍に与えた最大のものである。
北西インディアン戦争はアメリカの歴史の初期に起こった自己完結型のインディアン戦争の一つと考えられがちであるが、フレンチ・インディアン戦争 (1754-1763)、ポンティアック戦争 (1763-1764)、ダンモアの戦争 (1774)およびアメリカ独立戦争 (1775-1783)と長く続いたオハイオ郡での闘争の一部であった。実際に多くのインディアン社会にとっては、数世代に跨る一つの戦争の一部であった。例えば、歴史家のフランシス・ジェニングスは、北西インディアン戦争がデラウェア族にとって1755年のブラドック遠征隊の直後に始まった「40年戦争」の終りであったと示唆した。オハイオのアメリカ・インディアン部族にとっては、紛争は1世代後のテカムセの戦争や米英戦争まで続き60年戦争にもなる。
どちらにしろ、その結果は「インディアン部族の強制移住」と合衆国による領土強奪という民族浄化であった。「インディアン戦争」自体は形を変え、21世紀の現在も続いている。